# Bezejmenná skupina
Bezejmenná skupina (také známá pod zkratkou BS) je umělecká skupina sdružující několik mladých tvůrců z Ostravska. Původně s přídomkem 'literární', vznikla roku 2008 a jejím cílem je poskytnout začínajícím tvůrcům prostor k umělecké exhibici v klubech, kavárnách a podobných prostorech po celé České republice. Tvorba členů skupiny je primárně orientována na prózu a poezii, nevyhýbá se však ani hudbě či divadlu. Autorské večery mají zpravidla jednotící téma, kterému se podřizuje organizace prostoru nebo i podoba samotných výstupů. V rámci skupiny vznikla v roce 2009 kapela Klub Přátel Smíšených Lesů, dlouhodobě spolupracuje s kapelou Komparz. Členská základna není stálá a má podobu spíše volného sdružení než přísné organizace. Na některých vystoupeních se podíleli i regionální autoři, např. frontman kapely KOFE-IN Jan Kunze, David Bátor nebo Ondřej Hložek.

## Sborníky
- Almanach Bezejmenné skupiny 2008
- Almanach Bezejmenné skupiny 2012

## Členové
Zakládající členové:
- Karel Čížek
- Kateřina Výtisková
- Veronika Špornová
- Daniel Ševeček

"Kmotr" nebo též "duchovní otec" Bezejmenné skupiny:
- Lukáš Bárta

Další členové:
- Martin Müller
- Jana Balcarová
- Jan Ostřanský
- Hoa Nguyen
- Marcela Božíková
- Vašek Merta
- Ondřej Hrbáč

Kapely:
- Tři
- Komparz
- Klub Přátel Smíšených Lesů